# Ruban d'argent de la réalisation du meilleur film

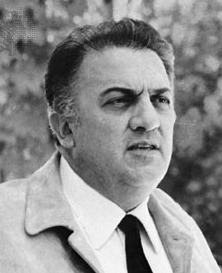
Federico Fellini, sept fois récompensé du Ruban d'argent de la réalisation du meilleur film

Le Ruban d'argent de la réalisation du meilleur film (Nastro d'argento al regista del miglior film) est une récompense cinématographique italienne décernée chaque année, depuis 1946 par le Syndicat national des journalistes cinématographiques italiens (en italien, Sindacato Nazionale Giornalisti Cinematografici Italiani,) (SNGCI)  lequel décerne également tous les autres Rubans d'argent. Pour le cinéma, c'est le prix le plus ancien en Europe.
Federico Fellini est le réalisateur le plus récompensé dans cette catégorie avec sept trophées gagnés. Il est suivi de Luchino Visconti et Gianni Amelio avec quatre récompenses chacun. 
En 2017, ce prix est scindé en deux récompenses distinctes, le Ruban d'argent de la meilleure réalisation et le Ruban d'argent du meilleur film.

## Palmarès

### Années 1940
- 1946  
  - Alessandro Blasetti -  Un giorno nella vita
  - Vittorio De Sica - Sciuscià
- 1947 - Roberto Rossellini - Paisà
- 1948
  - Alberto Lattuada - Le Crime de Giovanni Episcopo
  - Giuseppe De Santis - Chasse tragique
- 1949 - Vittorio De Sica - Le Voleur de bicyclette

### Années 1950
- 1950 - Augusto Genina - La Fille des marais
- 1951 - Alessandro Blasetti - Sa Majesté monsieur Dupont
- 1952 - Renato Castellani - Deux Sous d'espoir
- 1953 - Luigi Zampa - Les Coupables
- 1954 - Federico Fellini - Les Vitelloni
- 1955 - Federico Fellini - La strada
- 1956 - Michelangelo Antonioni - Femmes entre elles
- 1957 - Pietro Germi - Le Disque rouge
- 1958 - Federico Fellini - Les Nuits de Cabiria
- 1959 - Pietro Germi - L'Homme de paille

### Années 1960
- 1960 - Roberto Rossellini - Le Général Della Rovere
- 1961 - Luchino Visconti - Rocco et ses frères
- 1962 - Michelangelo Antonioni - La Nuit
- 1963
  - Nanni Loy - La Bataille de Naples
  - Francesco Rosi - Salvatore Giuliano
- 1964 - Federico Fellini - Huit et demi
- 1965 - Pier Paolo Pasolini - L'Évangile selon saint Matthieu
- 1966 - Antonio Pietrangeli - Je la connaissais bien
- 1967 - Gillo Pontecorvo - La Bataille d'Alger
- 1968 - Elio Petri - À chacun son dû
- 1969 - Franco Zeffirelli - Roméo et Juliette

### Années 1970
- 1970 - Luchino Visconti - Les Damnés
- 1971 - Elio Petri - Enquête sur un citoyen au-dessus de tout soupçon
- 1972 - Luchino Visconti - Mort à Venise
- 1973 - Bernardo Bertolucci - Le Dernier Tango à Paris
- 1974 - Federico Fellini - Amarcord
- 1975 - Luchino Visconti - Violence et Passion
- 1976 - Michelangelo Antonioni - Profession : reporter
- 1977 - Valerio Zurlini - Le Désert des Tartares
- 1978 - Paolo et Vittorio Taviani - Padre padrone
- 1979 - Ermanno Olmi - L'Arbre aux sabots

### Années 1980
- 1980 - Federico Fellini - La Cité des femmes
- 1981 - Francesco Rosi - Trois Frères (Tre fratelli)
- 1982 - Marco Ferreri - Conte de la folie ordinaire
- 1983 - Paolo et Vittorio Taviani - La Nuit de San Lorenzo
- 1984
  - Pupi Avati - Una gita scolastica
  - Federico Fellini - Et vogue le navire…
- 1985 - Sergio Leone - Il était une fois en Amérique
- 1986 - Mario Monicelli - Pourvu que ce soit une fille
- 1987 - Ettore Scola - La Famille
- 1988 - Bernardo Bertolucci - Le Dernier Empereur
- 1989 - Ermanno Olmi - La Légende du saint buveur

### Années 1990
- 1990 - Pupi Avati - Storia di ragazzi e di ragazze
- 1991 - Gianni Amelio - Portes ouvertes
- 1992 - Gabriele Salvatores - Mediterraneo
- 1993 - Gianni Amelio - Les Enfants volés
- 1994 - Nanni Moretti - Journal intime
- 1995 - Gianni Amelio - Lamerica
- 1996 - Giuseppe Tornatore - Marchand de rêves
- 1997 - Maurizio Nichetti - Luna e l'altra
- 1998 - Roberto Benigni - La vie est belle
- 1999 - Giuseppe Tornatore - La Légende du pianiste sur l'océan

### Années 2000
- 2000 - Silvio Soldini - Pain, tulipes et comédie
- 2001 - Nanni Moretti - La Chambre du fils
- 2002 - Marco Bellocchio - Le Sourire de ma mère
- 2003 - Gabriele Salvatores - L'Été où j'ai grandi
- 2004 - Marco Tullio Giordana - Nos meilleures années
- 2005 - Gianni Amelio - Les Clefs de la maison
- 2006 - Michele Placido - Romanzo criminale
- 2007 - Giuseppe Tornatore - L'Inconnue
- 2008 - Paolo Virzì - Tutta la vita davanti
- 2009 - Paolo Sorrentino - Il divo

### Années 2010
- 2010 - Paolo Virzì - La prima cosa bella
- 2011 - Nanni Moretti - Habemus Papam
- 2012 - Paolo Sorrentino - This Must Be the Place
- 2013 - Giuseppe Tornatore - The Best Offer
- 2014 - Paolo Virzì - Les Opportunistes (Il capitale umano)

- 2015 - Paolo Sorrentino - Youth
- 2016 - Paolo Virzì - Folles de joie (La pazza gioia)
- 2017 - Gianni Amelio - La tenerezza
- 2018 - Matteo Garrone - Dogman
- 2019 - Marco Bellocchio - Le Traître